# Успенский (Кайгородский сельсовет)
Успе́нский — посёлок в Краснозёрском районе Новосибирской области. Входит в состав Кайгородского сельсовета. 

## География
Площадь посёлка — 86 гектаров.

## Население
| 2002 | 2007 | 2010 |
| ---- | ---- | ---- |
| 112  | ↘101 | ↘37  |

## Инфраструктура
В посёлке по данным на 2007 год функционирует 1 учреждение здравоохранения.